# Adversaires invisibles
Pour plus de détails, voir Fiche technique et Distribution.
Adversaires invisibles est un long métrage  belge de guerre réalisé par Jean Gatti selon le scénario de Thibaut De Maizières et de J.Malo prévu en sortie pour 1945, mais diffusé en salle en 1947.

## Fiche technique
- Titre original : Adversaires invisibles
- Réalisation : Jean Gatti
- Scénario : Thibaut De Maizières et J.Malo, d'après Louis Martens
- Photographie : Antoine Pée
- Société de production : Association du 7e Art A7A
- Pays d'origine : Belgique
- Langue : français
- Format : Noir et blanc - 35 mm - 1,37:1 - Mono
- Genre : guerre
- Durée : 101 minutes
- Date de sortie : 1947

## Distribution
- Denise Amyenne : Françoise
- Louis Daneaud : Bidon
- E. Dardenne : La meunière
- André Daufel : Jean Lecomte
- Louis De Ridder : Hans
- Jules Ghaye : Commandant Steiner
- Pierre Herry : meunier
- Marcel Josz : Hermann Holbert
- Jean Lejeune : Paul Grangier
- Fernand Lemaire : cafetier
- René Merlot : M. Perrin
- Georges Pourbaix : Bras-de-Fer
- Léon Rosy : curé

## Critique
Un film qui a eu des problèmes d'autorisation de distribution par la commission militaire en raison de soupçons de collaboration du réalisateur et du directeur photo Antoine Pée. Cela provoqua une polémique.